# Michel Van Roye
Michel Van Roye (Etterbeek, 16 september 1951 – Sint-Lambrechts-Woluwe, 18 juli 2025) was een Belgisch lid van het Brussels Hoofdstedelijk Parlement en eerste Ecolo schepen van de Stad Brussel.

## Levensloop
Michel Van Roye is de zoon van Pierre Van Roye, in 1981 een van de eerste drie senatoren voor de partij Ecolo.
Hijzelf werd ook politiek actief voor Ecolo en werd voor deze partij in 1983 verkozen tot gemeenteraadslid van Brussel, wat hij bleef tot in 2000. Van 1988 tot 2000 was hij er schepen. Daarna zetelde hij van 2001 tot 2004 in het Brussels Hoofdstedelijk Parlement. Bij de verkiezingen van 2004 kwam hij niet meer op als kandidaat.
Na zijn politieke loopbaan werd hij secretaris-generaal van de vzw Quartier des Arts, die zich bezighoudt met het verbeteren van de ruimtelijke ordening van Brussel, en voorzitter van Le Foyer des Jeunes des Marolles, een jeugdcentrum bestemd voor jongeren uit de Marollenwijk.
Van Roye overleed in juli 2025 op 73-jarige leeftijd.

## Politieke mandaten
- 12 januari 2001 tot 13 juni 2004: lid van het Brussels Hoofdstedelijk Parlement, als plaatsvervangend voor Philippe Debry
- 1982-2000: gemeenteraadslid van Brussel
- 1988-1994: schepen voor Netheid en Deelname
- 1994-2000: schepen voor Netheid, Deelname en Openbare Werken
- 2014-2020: gemeenteraadslid te Ainay-le-Vieil (dorp van circa 200 inwoners in Cher, Frankrijk)